# Maria d'Orléans-Longueville
Maria d'Orléans-Longueville (Parigi, 5 marzo 1625 – Parigi, 16 giugno 1707) fu duchessa consorte di Nemours e d'Aumale in quanto moglie di Enrico II di Savoia-Nemours e principessa di Neuchâtel per proprio diritto.

## Biografia

### Nascita ed educazione
Maria d'Orléans-Longueville, chiamata "Mademoiselle de Longueville" dalla nascita, nacque il 5 marzo 1625 a Parigi, nel Regno di Francia. Fu la prima figlia di Enrico II di Orléans-Longueville e della sua prima moglie, Luisa di Borbone-Soissons.
Per tutta la sua infanzia fu allevata ed educata da Catherine Arnauld.
In giovane età venne coinvolta nella Prima Fronda, di cui il padre e la matrigna, Anna Genoveffa di Borbone-Condé (sposata da suo padre alla morte della prima moglie, avvenuta nel 1637) furono i leader.

### Matrimonio
Maria d'Orléans-Longueville sposò Enrico II di Savoia-Nemours il 22 maggio 1657 assumendo di conseguenza tutti i titoli del marito, tra cui Duca di Nemours, Duca d'Aumale e Conte di Ginevra. Alla morte del marito, che avvenne il 14 gennaio 1659 dopo pochi anni di matrimonio e senza figli, Maria spese il resto della sua vita a contestare la sua eredità con la matrigna.

### Principato di Neuchâtel

#### Reggente
Tra il 1672 e il 1674, fu la prima co-reggente di Neuchâtel per il fratellastro Carlo, poi reggente tra il 1679 e il 1682 per l'altro fratellastro, Giovanni Luigi, sotto l'autorità di un consiglio senza il quale non poté decidere nulla. Maria respinse coloro che trovarono contrarie le sue affermazioni di reggente, tra cui il cancelliere Georges de Montmollin. Il fratellastro regnó fino alla propria morte, il 24 gennaio 1694.

#### Principessa
La duchessa vedova di Nemours si recò a Neuchâtel per reclamare la sua successione. Venne accompagnata dal Cavaliere di Soissons. Il Principe di Conti, pronipote del Gran Condé, contestó le sue pretese, rivendicandole per sé stesso. I Cantoni svizzeri si schierarono dalla parte della duchessa Maria, che divenne così l'ultima principessa ereditaria di Neuchâtel. I Tre Stati (Consiglio della Nazione e Corte Suprema) conferirono la sovranità alla duchessa e dichiararono il paese inalienabile. Fu quindi principessa di Neuchâtel dal 12 marzo 1694.
ll Principato di Neuchâtel divenne poi diviso tra i sostenitori di Maria e quelli del principe di Conti, vicino a Luigi XIV di Francia. Il popolo rimase fedele a Maria che tornò a Neuchâtel. Venne condotta in trionfo al castello locale. Il principe di Conti chiese la convocazione di un tribunale imparziale per riformare la sentenza del 1694, ma la popolazione del paese e i cantoni svizzeri, temendo che Neuchâtel sarebbe diventato una provincia francese, si prepararono a difendere i limiti del paese. I delegati dei comuni si incontrarono a Neuchâtel il 24 aprile 1699 e decisero di mantenere l'autorità indipendente del paese. Il principe di Conti rinunciò così alle sue pretese, e Maria venne così riconosciuta come Principessa legittima.

#### Morte
Luigi XIV fece riportare in Francia Maria che venne esiliata nelle sue tenute a Coulommiers nel gennaio 1700 con l'accusa di aver resistito ai desideri del re. Dopo un esilio di quattro anni, tornò e si stabilì a Valangin nel 1707 e dove morì il 16 giugno 1707 all'età di 82 anni.
Le memorie di Maria vennero pubblicate postume nel 1709 e racconta molto degli anni della Fronda.

## Ascendenza
|                                  |                          |                                 | Genitori                           |  |  | Nonni |  |  | Bisnonni                     |  |  | Trisnonni                       |  |
|                                  |                          |                                 |                                    |  |  |       |  |  | Léonor d'Orléans-Longueville |  |  | Francesco d'Orléans-Longueville |  |
|                                  |                          |                                 |                                    |  |  |       |  |  | Léonor d'Orléans-Longueville |  |  | Francesco d'Orléans-Longueville |  |
|                                  |                          | Jacqueline de Rohan-Gyé         |                                    |  |  |       |  |  | Léonor d'Orléans-Longueville |  |  |                                 |  |
| Enrico I di Orléans-Longueville  |                          |                                 |                                    |  |  |       |  |  | Léonor d'Orléans-Longueville |  |  |                                 |  |
|                                  |                          | Maria di Borbone-Saint-Pol      | Frascesco di Borbone-Vendôme       |  |  |       |  |  |                              |  |  |                                 |  |
|                                  |                          | Maria di Borbone-Saint-Pol      | Frascesco di Borbone-Vendôme       |  |  |       |  |  |                              |  |  |                                 |  |
|                                  |                          | Maria di Borbone-Saint-Pol      | Adrienne d'Estouteville            |  |  |       |  |  |                              |  |  |                                 |  |
| Enrico II di Orléans-Longueville |                          | Maria di Borbone-Saint-Pol      |                                    |  |  |       |  |  |                              |  |  |                                 |  |
|                                  |                          | Ludovico di Gonzaga-Nevers      | Ferdinando II di Gonzaga           |  |  |       |  |  |                              |  |  |                                 |  |
|                                  |                          | Ludovico di Gonzaga-Nevers      | Ferdinando II di Gonzaga           |  |  |       |  |  |                              |  |  |                                 |  |
|                                  |                          | Ludovico di Gonzaga-Nevers      | Margherita Paleologa di Monferrato |  |  |       |  |  |                              |  |  |                                 |  |
| Caterina di Nevers               |                          | Ludovico di Gonzaga-Nevers      |                                    |  |  |       |  |  |                              |  |  |                                 |  |
|                                  |                          | Enrichetta di Nevers            | Francesco I di Nevers              |  |  |       |  |  |                              |  |  |                                 |  |
|                                  |                          | Enrichetta di Nevers            | Francesco I di Nevers              |  |  |       |  |  |                              |  |  |                                 |  |
|                                  |                          | Enrichetta di Nevers            | Margherita di Borbone-Vendôme      |  |  |       |  |  |                              |  |  |                                 |  |
| Maria d'Orléans-Longueville      |                          | Enrichetta di Nevers            |                                    |  |  |       |  |  |                              |  |  |                                 |  |
|                                  | Luigi I di Borbone-Condé | Carlo IV di Borbone-Vendôme     |                                    |  |  |       |  |  |                              |  |  |                                 |  |
|                                  | Luigi I di Borbone-Condé | Carlo IV di Borbone-Vendôme     |                                    |  |  |       |  |  |                              |  |  |                                 |  |
|                                  | Luigi I di Borbone-Condé | Francesca d'Alençon             |                                    |  |  |       |  |  |                              |  |  |                                 |  |
| Carlo di Borbone-Soissons        | Luigi I di Borbone-Condé |                                 |                                    |  |  |       |  |  |                              |  |  |                                 |  |
|                                  |                          | Francesca d'Orléans-Longueville | Francesco d'Orléans-Longueville    |  |  |       |  |  |                              |  |  |                                 |  |
|                                  |                          | Francesca d'Orléans-Longueville | Francesco d'Orléans-Longueville    |  |  |       |  |  |                              |  |  |                                 |  |
|                                  |                          | Francesca d'Orléans-Longueville | Jacqueline de Rohan-Gyé            |  |  |       |  |  |                              |  |  |                                 |  |
| Luisa di Borbone-Soissons        |                          | Francesca d'Orléans-Longueville |                                    |  |  |       |  |  |                              |  |  |                                 |  |
|                                  |                          | Luigi di Montafià               | Giorgio II di Montafià             |  |  |       |  |  |                              |  |  |                                 |  |
|                                  |                          | Luigi di Montafià               | Giorgio II di Montafià             |  |  |       |  |  |                              |  |  |                                 |  |
|                                  |                          | Luigi di Montafià               | Bianca Orsini                      |  |  |       |  |  |                              |  |  |                                 |  |
| Anna di Montafià                 |                          | Luigi di Montafià               |                                    |  |  |       |  |  |                              |  |  |                                 |  |
|                                  |                          | Giovanna di Coesme              | Louis de Coesme                    |  |  |       |  |  |                              |  |  |                                 |  |
|                                  |                          | Giovanna di Coesme              | Louis de Coesme                    |  |  |       |  |  |                              |  |  |                                 |  |
|                                  |                          | Giovanna di Coesme              | Anne de Pisseleu                   |  |  |       |  |  |                              |  |  |                                 |  |
|                                  |                          | Giovanna di Coesme              |                                    |  |  |       |  |  |                              |  |  |                                 |  |

## Titoli e trattamento
- 5 marzo 1625 – 22 maggio 1657: Sua Altezza Mademoiselle de Longueville.
- 22 maggio 1657 – 14 gennaio 1659: Sua Altezza Reale la Duchessa consorte di Nemours, Duchessa consorte d'Aumale, Contessa consorte di Ginevra.
- 14 gennaio 1659 – 10 gennaio 1694: Sua Altezza Reale la Duchessa vedova di Nemours, Duchessa vedova d'Aumale, Contessa vedova di Ginevra.
- 10 gennaio 1694 – 16 giugno 1707: Sua Altezza Reale la Principessa di Neuchâtel, Duchessa vedova di Nemours, Duchessa vedova d'Aumale, Contessa vedova di Ginevra.